# Dario Hunter
Dario David Hunter (21 d'abril de 1983), també conegut com a Yisroel Hunter, és un advocat, rabí, educador i polític estatunidenc. Se'l considera el primer musulmà de naixement en ser ordenar rabí.
Hunter és obertament homosexual i va ser criat per un pare musulmà iranià i una mare afroamericana a Newark i a Jersey City a Nova Jersey.

## Campanya presidencial de 2020
El 21 de gener de 2019 Hunter va anunciar oficialment la formació d'un comitè exploratori per preparar una possible candidatura a les primàries presidencials del Partit Verd de 2020. Hunter va dir que les divisions i desigualtats d'Amèrica demanaven "un debat nacional real sobre com canviar el rumb del país".
El 18 de febrer de 2019, Hunter va anunciar oficialment la seva candidatura a la nominació del Partit Verd durant un acte a Pittsburgh, Pennsilvània. The New Republic s'hi va referir com "tan divers com podria ser un candidat...". Hunter va declarar a aquesta publicació que "si volem trencar la falta d'atenció que rebem [els Verds], necessitem algú que tingui una veu clara i forta i la pell dura". "Cal tenir la pell dura per ser un rabí jueu, negre, obertament homosexual i fill d'immigrants.
MTV.com va destacar la inclusió d'un sistema de sanitat single-payer per tothom i "plans per una transició completa dels EUA a les energies renovables" al seu programa.